# Praehelichus sinensis
Praehelichus sinensis är en skalbaggsart som först beskrevs av Leon Fairmaire 1888.  Praehelichus sinensis ingår i släktet Praehelichus och familjen öronbaggar. Inga underarter finns listade i Catalogue of Life.